# Saxon (Švýcarsko)
Saxon je obec v západní (frankofonní) části Švýcarska, v kantonu Valais. Žije zde přibližně 5 900 obyvatel.

## Geografie
Saxon leží východně od Martigny na jižní straně údolí Rhôny. Obec se skládá z vesnic Saxon a Gottefrey a z osad Bonatry, Boveresse, La Luy, L’Arbarey, Le Fa, Le Pérose, Les Oies, Le Vaco, Pierre Besse, Sapainhaut a Tovassière. Sousedními obcemi Saxonu jsou Saillon na severu, Riddes na východě, Val de Bagnes na jihu, Martigny na západě a Fully na severozápadě.

## Historie

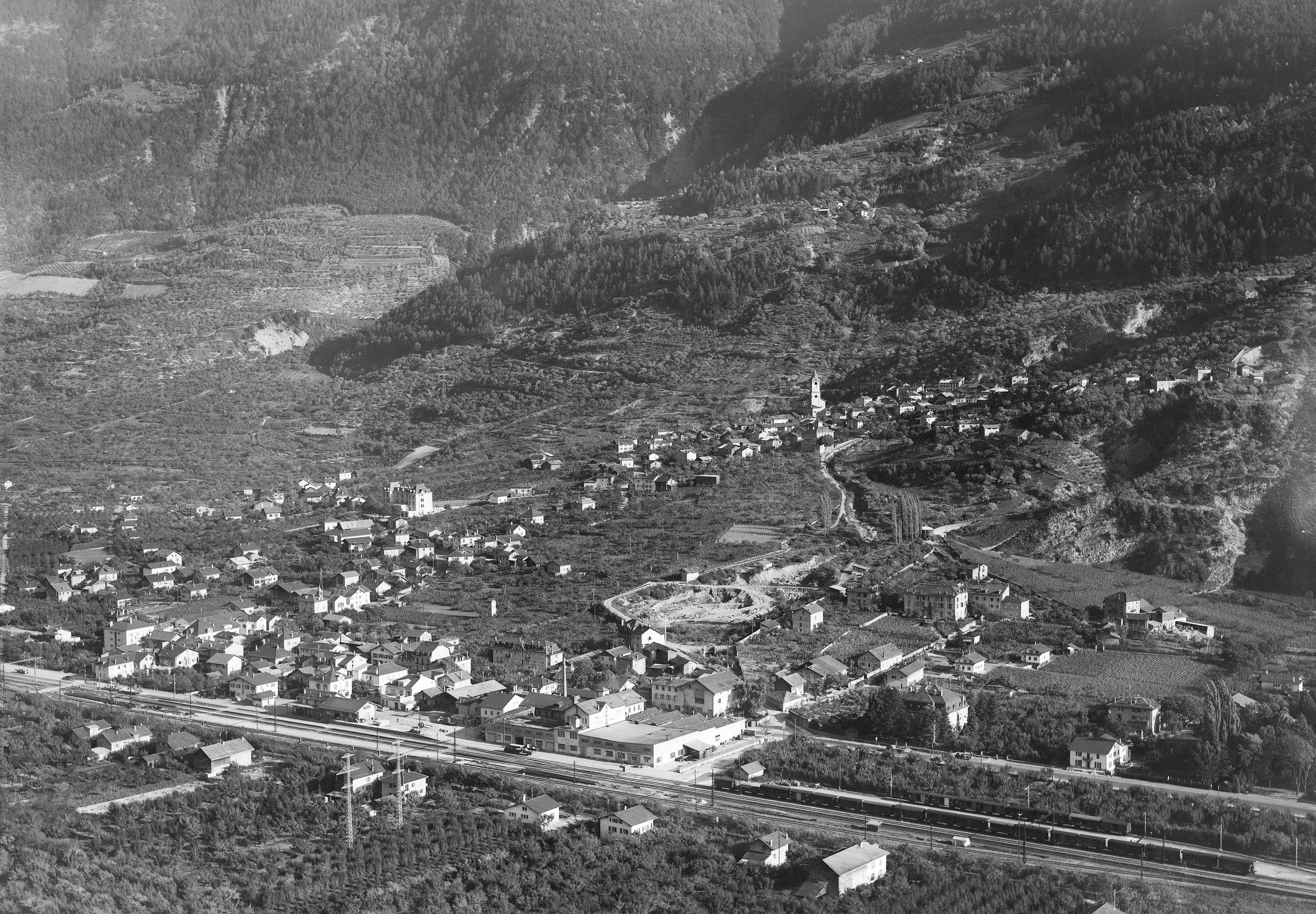
Letecký pohled (1955)

Saxon byl původně spolu s Entremontem místodržitelstvím a poté církevním panstvím, které vládci ze Saxonu drželi v letech 1163–1352 jako léno. V roce 1263 se Saxon stal poddanou obcí Savojska. Od roku 1475 byla obec podřízena hornímu Valais; až do roku 1798 byla přiřazena k hofmistrovství Saint-Maurice a vojensky k praporu Entremont.
První kostel byl pravděpodobně postaven v 11. století kousek za vesnicí vedle hradu. Před rokem 1153 se stal farním kostelem a před rokem 1445 byl zasvěcen svatému Mořici. Farnost zpočátku patřila opatství Ainay, do roku 1580 patřila převorství Saint-Pierre-de-Clages a poté se stala součástí diecéze Sion. V 18. století byla kaple svatého Blažeje z 15. století ve vesnici stále více využívána jako kostel. V roce 1844 byl status farního kostela přenesen na nový kostel svatého Felixe (obnoven v letech 1991–96). V roce 1846 se kostel svatého Blažeje stal farním sálem. V letech 1901–04 Saxon přijal francouzské kartuziány.
V 19. století zažila zemědělská obec rozkvět díky termálním pramenům a kasinům. Lázně byly otevřeny v roce 1839 a první kasino v roce 1845. Rok po vybudování železnice v roce 1860 otevřel Joseph Fama druhé kasino. To bylo uzavřeno v roce 1877, ale v letech 1996–2002 bylo opět v provozu. Po výstavbě zavlažovacích kanálů (tzv. bisses) v letech 1865–76 a odvodnění Rhônské nížiny se rozmohlo zemědělství, například pěstování meruněk. Významné bylo otevření kantonální zemědělské školy v Ecône v roce 1892. Významné bylo otevření zemědělské školy v Ecône v roce 1892 a konzervárny Doxa v roce 1875, kterou v roce 1927 koupila společnost Hero (uzavřena v roce 1950). V roce 1953 převzalo budovu ovocnářské družstvo Florescat. V letech 1949–51 sídlila v Saxonu první umělecká škola ve Valais.

## Obyvatelstvo

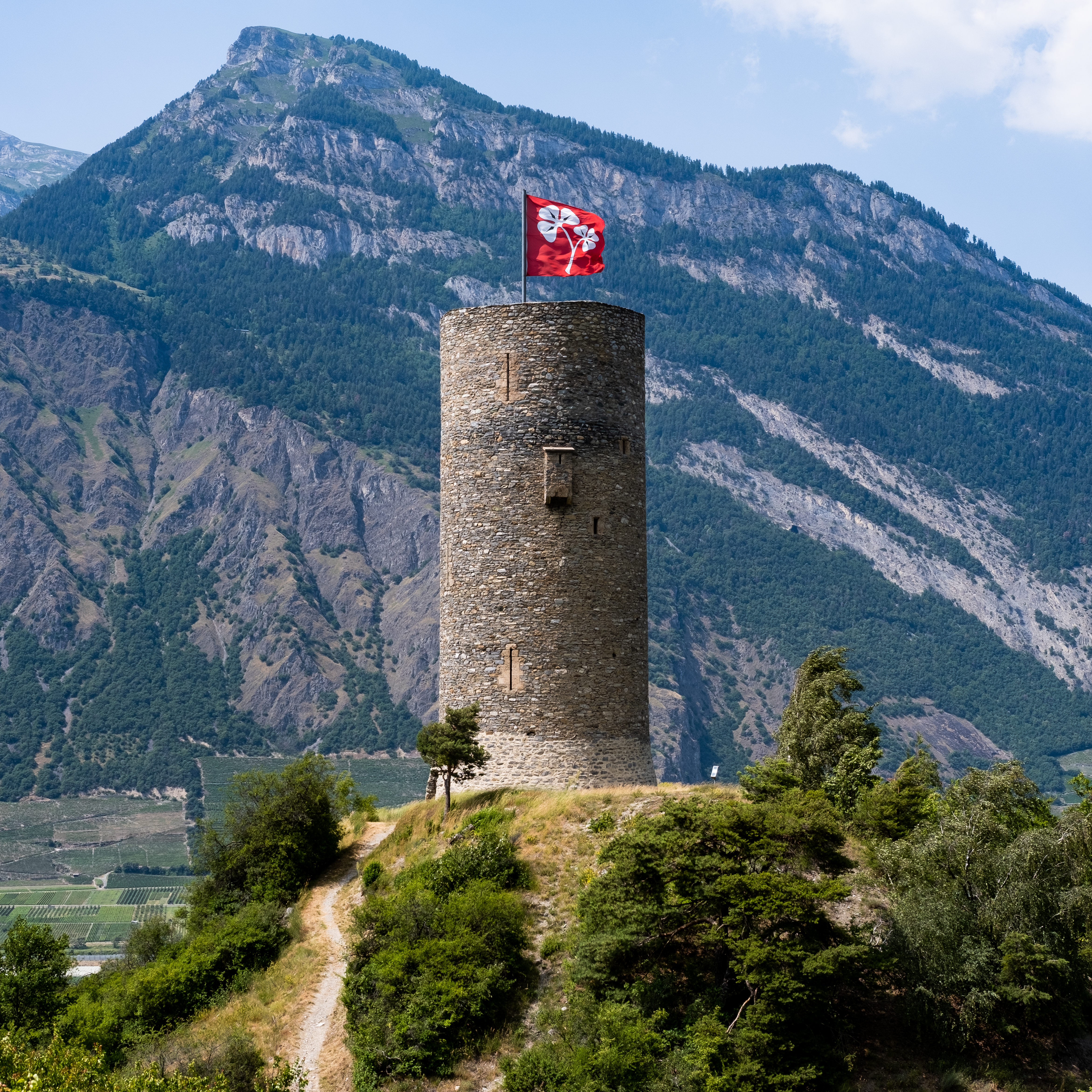
Věž hradu Saxon

| Rok            | 1802 | 1850 | 1900 | 1950 | 2000 | 2010 | 2012 | 2014 | 2016 | 2020 |
| Počet obyvatel | 463  | 952  | 1636 | 2421 | 3312 | 4557 | 4903 | 5248 | 5645 | 6278 |

## Hospodářství

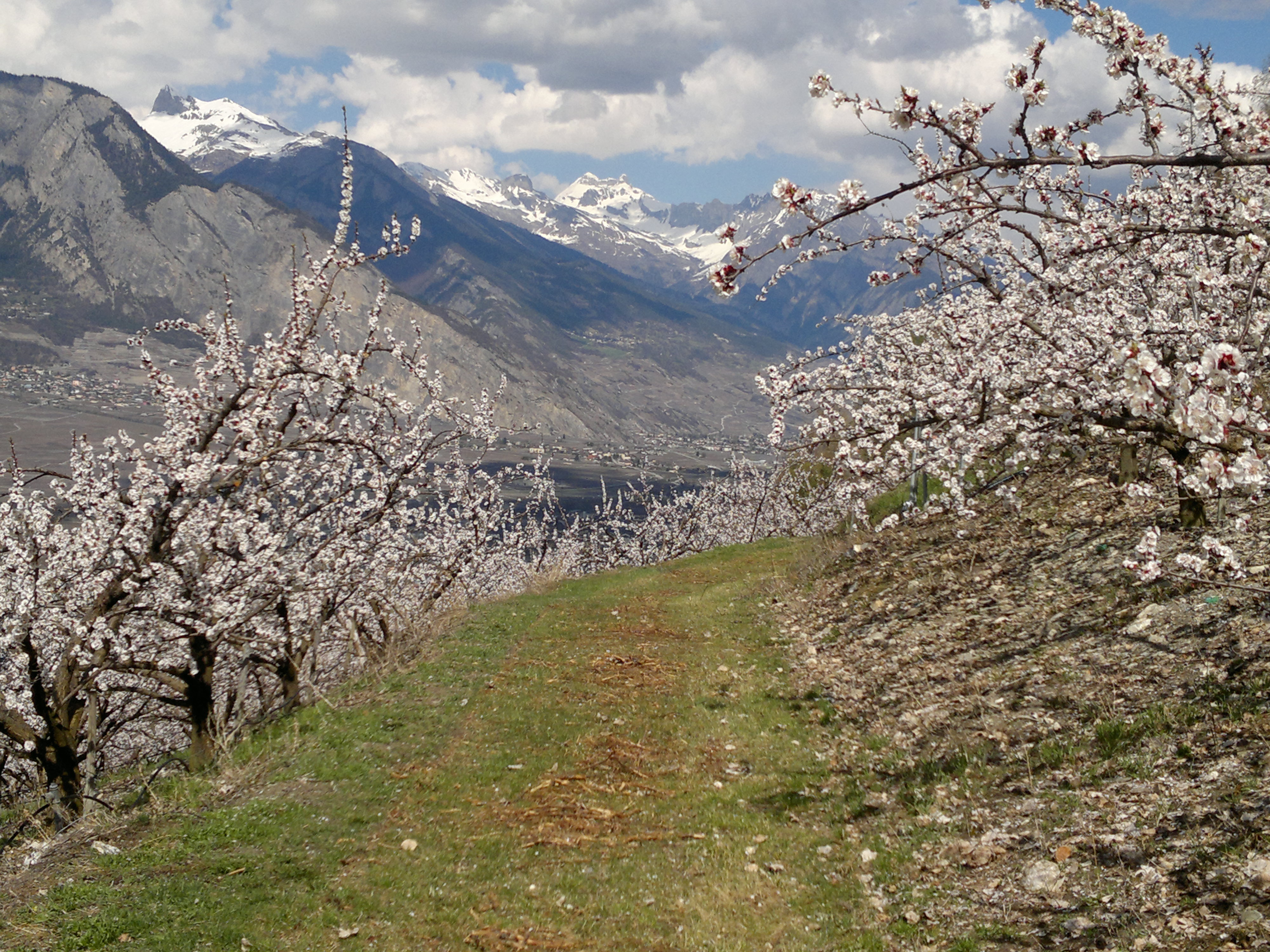
Meruňkové sady v Saxonu

Saxon je jednou z největších ovocnářských obcí kantonu. Obec je proslulá zejména svými meruňkami. Každé dva roky se v Saxonu konají národní meruňkové slavnosti. Se svou pěstitelskou plochou přibližně 150 hektarů je také jednou z největších vinařských obcí kantonu Valais a zdaleka největší na levém břehu Rhôny.

## Doprava
Železniční stanice Saxon leží na trati z Brigu do Monthey (Simplonská dráha). Obec také leží na trase autobusové linky Sion–Martigny.
Saxon leží na dálnici A9 s vlastním sjezdem a na hlavní silnici č. 9. Kantonální silnice č. 74 vede ze Saxonu přes Col du Lein na Col des Planches a zajišťuje přístup do Sembrancher a údolí Val de Bagnes.

## Osobnosti
- Bernard Rappaz (* 1953), zemědělec a pěstitel konopí
- Stéphane Lambiel (* 1985), švýcarský krasobruslař, vyrostl v Saxonu